# Koteshwara
Koteshwar là một thị trấn thuộc taluk Kundapura, huyện Udupi, bang Karnataka, Ấn Độ.